# Đuôi nốt nhạc
Đuôi nốt nhạc là phần nối từ thân nốt nhạc ra ngoài.
Dấu móc ở cuối đuôi nhạc luôn luôn ở bên phải của đuôi. Khi đuôi hướng lên thì dấu móc uốn cong và hướng xuống. Khi đuôi hướng xuống thì dấu móc uốn cong và hướng lên.
Độ dài đuôi nốt thường ứng với độ dài thể hiện một quãng tám trên khuông nhạc. Nếu thân nốt nằm trên dòng kẻ phụ đồng thời cách dòng kẻ thứ ba trong khuông một khoảng cách dài hơn độ dài ứng với một quãng tám thì người ta sẽ kéo dài đuôi này để chạm tới dòng kẻ đó.
Trong các tác phẩm phức điệu, chẳng hạn có hai bè nhạc được viết trong cùng một khuông thì đuôi nốt nhạc thường được thu ngắn nhằm giữ sự tập trung về mặt thị giác vào khuông nhạc.

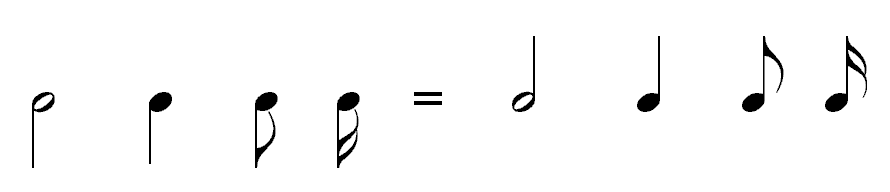
Một số hình nốt và đuôi của chúng theo kiểu hướng lên hoặc hướng xuống

## Nối đuôi
Khi có nhiều nốt móc đơn hoặc móc kép nằm gần nhau trong cùng một ô nhịp thì người sáng tác sẽ nối đuôi chúng lại bằng những vạch đậm (xem hình). Trong các bản nhạc theo nhịp phân ba (3/8, 6/8, 9/8, 12/8,...) thì các nốt móc đơn thường được nhóm thành nhóm ba nốt một.

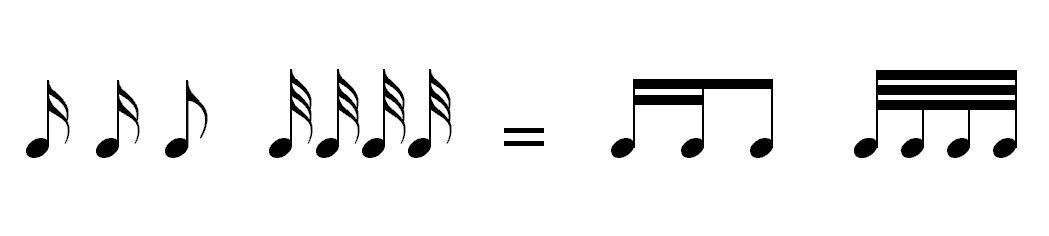
Ví dụ về nối đuôi nốt nhạc